# Yèvre-la-Ville
Yèvre-la-Ville è un comune francese di 713 abitanti situato nel dipartimento del Loiret nella regione del Centro-Valle della Loira.
Dal 1973 comprende anche il territorio dell'ex comune di Yèvre-le-Châtel.
Situata su uno sperone, al limite dei vescovati di Orléans e di Sens, di cui i fiumi Essonne e Rimarde segnavano la frontiera, Yèvre-le-Châtel fu fortificata molto presto.

## Storia
Fin dal X secolo, Yèvre fu uno dei possedimenti dell'abbazia di Saint-Benoît-sur-Loire. È noto che varie volte i monaci di Fleury si lagnarono col re, Ugo Capeto, per le tasse imposte dal barone Arnoul de Yèvre. È certamente per far dimenticare gli eccessi del marito che la sua sposa, Lucinde, fondò nel cortile del castello un'abbazia dedicata a Saint-Gault, uno dei santi della Bretagna le cui reliquie erano state portate nella regione da monaci in fuga dall'invasione dei Normanni. La cappella di quest'abbazia è oggi la chiesa parrocchiale di Yèvre-le-Châtel.
Dopo il decesso del barone Arnoul, il re intervenne molte volte per assoggettare i suoi successori e smantellare i loro castelli che avrebbero dovuto essere soltanto fortini di legno. L'unione del castello alla Corona di Francia risale probabilmente al 1112, quando Luigi VI costrinse il visconte Foulques a cedergli Yèvre-le-Châtel.
Verso il 1200, su ordine di Filippo Augusto, il castello fu ricostruito secondo gli ultimi dettami dell'architettura militare riportati delle crociate. 
Durante la guerra dei cent'anni, Yèvre restò, con Montargis, la sola piazzaforte al nord della Loira a non cadere nelle mani degli inglesi o dei borgognoni. Alla fine del XV secolo, a causa dell'estensione dei domini reali e dei progressi dell'artiglieria, che resero le sue difese obsolete, Yèvre-le-Châtel perse la sua importanza e il suo ruolo di piazzaforte.
Il castello è segnalato in rovina già nel 1610. Nel 1637, la polizia a cavallo fu trasferita a Pithiviers, ma la giustizia reale continuò ad aver sede a Yèvre fino alla rivoluzione.

## Società

### Evoluzione demografica
Abitanti censiti